# 定值電阻

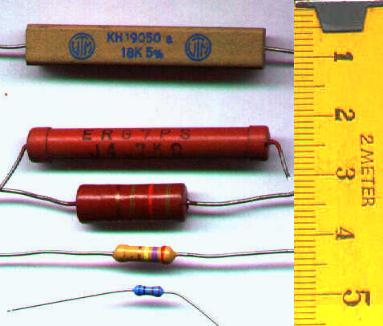
不同类型的定值电阻

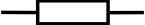
定值电阻的电路标志

定值電阻，又稱固定電阻，是一種常見的電阻器。該種電阻的特點在於其電阻值在一般情況下不會因為自然或人為的因素而產生可測量的變動。
定值電阻多用於電子設備，以穩定電路的電壓或電流。大功率电阻器可以以热量的形式耗散许多瓦特的电能，可用作电机控制的一部分、配电系统或发电机的测试负载。固定电阻器的电阻仅随温度、时间或工作电压而略有变化。可变电阻器可用于调节电路元件（例如音量控制或灯调光器），或用作热、光、湿度、力或化学活动的传感设备。

## 構造
定值電阻的构造一般有兩類。一類以导电体在瓷、塑胶或玻璃纤维制成的芯上绕成线圈，稱為线绕電阻；另一類以电阻高的导电体制成。

## 標記
標準定值電阻的外殼上有環狀或數字標記，用以識別電阻的電阻值、額定功率、構造、電阻值誤差等資料。
環狀標記 (自左至右)：
| 第一環 | 十位數                | 黑色：「0」 棕色：「1」 紅色：「2」 橘色：「3」 黃色：「4」 綠色：「5」 藍色：「6」 紫色：「7」 灰色：「8」 白色：「9」 金色：「-1」 (僅用於第三環) 銀色：「-2」 (僅用於第三環) |
| 第二環 | 個位數                | 黑色：「0」 棕色：「1」 紅色：「2」 橘色：「3」 黃色：「4」 綠色：「5」 藍色：「6」 紫色：「7」 灰色：「8」 白色：「9」 金色：「-1」 (僅用於第三環) 銀色：「-2」 (僅用於第三環) |
| 第三環 | 幕次 (乘以十的次方數) | 黑色：「0」 棕色：「1」 紅色：「2」 橘色：「3」 黃色：「4」 綠色：「5」 藍色：「6」 紫色：「7」 灰色：「8」 白色：「9」 金色：「-1」 (僅用於第三環) 銀色：「-2」 (僅用於第三環) |
| 第四環 | 誤差量                | 棕色：「±1%」 紅色：「±2%」 橘色：「±3%」 黃色：「±4%」 金色：「±5%」 銀色：「±10%」                                                                                            |
| 第五環 | 使用一千小時的損壞率  | 棕色：「1%」 紅色：「0.1%」 橘色：「0.01%」 黃色：「0.001%」 |

| 第一環 | 百位數                | 黑色：「0」 棕色：「1」 紅色：「2」 橘色：「3」 黃色：「4」 綠色：「5」 藍色：「6」 紫色：「7」 灰色：「8」 白色：「9」 金色：「0.1」 (僅用於第四環) 銀色：「0.01」 (僅用於第四環) |
| 第二環 | 十位數                | 黑色：「0」 棕色：「1」 紅色：「2」 橘色：「3」 黃色：「4」 綠色：「5」 藍色：「6」 紫色：「7」 灰色：「8」 白色：「9」 金色：「0.1」 (僅用於第四環) 銀色：「0.01」 (僅用於第四環) |
| 第三環 | 個位數                | 黑色：「0」 棕色：「1」 紅色：「2」 橘色：「3」 黃色：「4」 綠色：「5」 藍色：「6」 紫色：「7」 灰色：「8」 白色：「9」 金色：「0.1」 (僅用於第四環) 銀色：「0.01」 (僅用於第四環) |
| 第四環 | 幕次 (乘以十的次方數) | 黑色：「0」 棕色：「1」 紅色：「2」 橘色：「3」 黃色：「4」 綠色：「5」 藍色：「6」 紫色：「7」 灰色：「8」 白色：「9」 金色：「0.1」 (僅用於第四環) 銀色：「0.01」 (僅用於第四環) |
| 第五環 | 誤差量                | 棕色：「±1%」 紅色：「±2%」 橘色：「±3%」 黃色：「±4%」 綠色：「±0.5%」 藍色：「±0.25%」 紫色：「±0.1%」 灰色：「±0.05%」 金色：「±5%」 銀色：「±10%」                             |

數字標記：

## 主要用途
由於定值電阻有固定的電阻值，故常見於需要穩定電壓或電流值的電路之中。電子線路系統 (如電路板) 為定值電阻常見之處。
對於需要限制電流的儀器 (如發光二極管) 而言，定值電阻能有效限制進出儀器的電流，避免儀器因過多的電流而損壞。
定值電阻也能作為半導體集成電路的一部份存在，缺點是組裝方面比較困難，且會佔用晶片空間。